# Anthony Don
Pas d'image ? Cliquez ici

a Compétitions nationales et continentales officielles uniquement.

b Matchs officiels uniquement.
Anthony Don, né le 21 septembre 1987 à Manly (Australie), est un joueur de rugby à XIII australien évoluant au poste d'ailier. Il fait ses débuts en National Rugby League avec les Titans de Gold Coast lors de la saison 2013 et s'impose petit à petit comme titulaire dans ce même club. Ses performances l'amènent à disputer le City vs Country Origin en 2017.
Son grand-père, Ronald Willey, a été également un joueur de rugby à XIII tout comme son oncle Sean Willey.

## Détails

### En club

#### Statistiques
| Saison | Club              | Compétition           | Matchs | Points | Essais | Goals | Drops |
| ------ | ----------------- | --------------------- | ------ | ------ | ------ | ----- | ----- |
| 2013   | Gold Coast Titans | National Rugby League | 13     | 28     | 7      | -     | -     |
| 2014   | Gold Coast Titans | National Rugby League | 15     | 36     | 9      | -     | -     |
| 2015   | Gold Coast Titans | National Rugby League | 16     | 48     | 12     | -     | -     |
| 2016   | Gold Coast Titans | National Rugby League | 22     | 48     | 12     | -     | -     |
| 2017   | Gold Coast Titans | National Rugby League | 20     | 48     | 12     | -     | -     |
| 2018   | Gold Coast Titans | National Rugby League | 24     | 60     | 15     | -     | -     |
| 2019   | Gold Coast Titans | National Rugby League | 17     | 32     | 8      | -     | -     |
| 2020   | Gold Coast Titans | National Rugby League | 16     | 40     | 10     | -     | -     |
| 2021   | Gold Coast Titans | National Rugby League | 1      | -      | -      | -     | -     |